# Оснабрюк (район)
Оснабрюк (нім. Osnabrück) — район у Німеччині, у складі федеральної землі Нижня Саксонія. Районний центр — місто Оснабрюк, яке адміністративно до складу району не входить.

## Населення
Населення району становить 361 550 осіб (станом на 31 грудня 2021).

## Адміністративний поділ
Район складається з 4 міст і 13 самостійних громад (нім. Einheitsgemeinden), а також трьох міст і 14 громад, об'єднаних у 4 об'єднання громад (нім. Samtgemeinden).
Дані про населення наведені станом на 31 грудня 2021.
| 1. Бад-Ессен (15982) 2. Бад-Ібург, місто (10559) 3. Бад-Лер (9140) 4. Бад-Ротенфельде (8477) 5. Бельм (13896) 6. Біссендорф (14680) 7. Бомте (12741) 8. Брамше, місто (32103) 9. Діссен-ам-Тойтобургер-Вальд (місто) (10369) | 1. Георгсмарінгютте, місто (31790) 2. Гландорф (6619) 3. Гаген-ам-Тойтобургер-Вальд (13471) 4. Гасберген (11024) 5. Гільтер-ам-Тойтобургер-Вальд (10480) 6. Мелле, місто (46732) 7. Остеркаппельн (9890) 8. Валленгорст (22867) |

Об'єднання громад:

Зірочками (*) позначені центри об'єднань громад.
| - 1. Артланд (23732) 1. Бадберген (4646) 2. Менслаге (2491) 3. Нортруп (2983) 4. Квакенбрюк, місто * (13612) - 2. Берзенбрюк (30478) 1. Альфгаузен (4108) 2. Анкум (7768) 3. Берзенбрюк, місто * (8810) 4. Еггермюлен (1782) 5. Герде (2574) 6. Кеттенкамп (1816) 7. Рісте (3620) | - 3. Фюрстенау (16205) 1. Берге (3587) 2. Біппен (2997) 3. Фюрстенау, місто * (9621) - 4. Ноєнкірхен (10315) 1. Мерцен (3899) 2. Ноєнкірхен * (4605) 3. Фольтлаге (1811) |